# مالفورد (کلرادو)
مالفورد (به انگلیسی: Mulford) یک منطقهٔ مسکونی در ایالات متحده آمریکا است که در کلرادو واقع شده‌است. مالفورد ۱٫۷۳ کیلومتر مربع مساحت و ۱۷۴ نفر جمعیت دارد و ۱٬۸۹۸٫۹۳ متر بالاتر از سطح دریا واقع شده‌است.